# Axel Clerget
Axel Clerget (Saint-Dizier, 28 febbraio 1987) è un judoka francese.

## Palmarès
- Mondiali

Parigi 2011: oro nella gara a squadre maschile.
Budapest 2017: bronzo nella gara a squadre mista.
Baku 2018: argento nella gara a squadre e bronzo nei -90 kg.
Tokyo 2019: argento nella gara a squadre e bronzo nei -90 kg.
- Europei

Minsk 2007: oro nella gara a squadre maschile.
Varsavia 2017: argento nei -90 kg.
- Campionati mondiali juniores

Santo Domingo 2006: bronzo nei -81kg;
- Campionati europei under 23

Salisburgo 2007: bronzo nei -81kg;
Zagabria 2008: bronzo nei -81kg.

### Vittorie nel circuito IJF
| Data           | Località | Paese      | Categoria |
| -------------- | -------- | ---------- | --------- |
| 15 maggio 2016 | Almaty   | Kazakistan | Gran Prix |